# Euchilichthys astatodon
Euchilichthys astatodon är en fiskart som först beskrevs av Pellegrin 1928.  Euchilichthys astatodon ingår i släktet Euchilichthys och familjen Mochokidae. IUCN kategoriserar arten globalt som livskraftig. Inga underarter finns listade i Catalogue of Life.